# Гендерсон (Іллінойс)
Гендерсон (англ. Henderson) — селище (англ. village) в США, в окрузі Нокс штату Іллінойс. Населення — 266 осіб (2020).

## Географія
Гендерсон розташований за координатами 41°1′26″ пн. ш. 90°21′14″ зх. д. / 41.02389° пн. ш. 90.35389° зх. д. (41.023847, -90.353797).  За даними Бюро перепису населення США в 2010 році селище мало площу 0,71 км², уся площа — суходіл.

## Демографія
Згідно з переписом 2010 року, у селищі мешкало 255 осіб у 109 домогосподарствах у складі 83 родин. Густота населення становила 357 осіб/км².  Було 120 помешкань (168/км²).
Расовий склад населення:
| - 98,8 % — білих |

До двох чи більше рас належало 0,4 %. Частка іспаномовних становила 2,7 % від усіх жителів.
За віковим діапазоном населення розподілялося таким чином: 19,6 % — особи молодші 18 років, 53,7 % — особи у віці 18—64 років, 26,7 % — особи у віці 65 років та старші. Медіана віку мешканця становила 49,4 року. На 100 осіб жіночої статі у селищі припадало 99,2 чоловіків;  на 100 жінок у віці від 18 років та старших — 99,0 чоловіків також старших 18 років.
Середній дохід на одне домашнє господарство  становив 48 207 доларів США (медіана — 48 542), а середній дохід на одну сім'ю — 60 392 долари (медіана — 58 750). Медіана доходів становила 39 375 доларів для чоловіків та 37 250 доларів для жінок. За межею бідності перебувало 13,2 % осіб, у тому числі 0,0 % дітей у віці до 18 років та 10,4 % осіб у віці 65 років та старших.
Цивільне працевлаштоване населення становило 116 осіб. Основні галузі зайнятості: освіта, охорона здоров'я та соціальна допомога — 23,3 %, роздрібна торгівля — 21,6 %, транспорт — 19,8 %.